# Pete Rock
Peter Phillips, född 21 juni 1970 i Bronx, känd under artistnamnet Pete Rock, är en amerikansk hiphopproducent, DJ och rappare. Han fick sitt genombrott som ena halvan av gruppen Pete Rock & CL Smooth som var aktiv mellan 1990 och 1994 och släppte två album, Mecca and the Soul Brother och The Main Ingredient.
Pete Rock är också känd som en av de bästa hiphopproducenterna genom tiderna. På About.com:s lista blev han rankad tvåa efter DJ Premier. De mest kända låtarna Pete Rock har producerat är "The World Is Yours" för Nas och "Juicy" för The Notorious B.I.G..

## INI
1995 bildade han tillsammans med Grap Luva och Rob-O gruppen INI som släppte den klassiska 12" Fakin Jax. INI hade också spelat in ett album samma år, Center of Attention, som inte släpptes förrän 2003 på BBE Records.

## Solokarriär
Sommaren 1998 släppte Pete Rock sitt första soloalbum på Loud Redords titlat Soul Survivor. Efter att ha droppats från Loud startade Pete Rock sitt eget skivbolag, Soul Brother Recordings på Rapster/BBE. Hans första släpp där blev PeteStrumentals som mestadels bestod av beats inspelade mellan 1990 och 1995. Efter det har Pete Rock hunnit släppa fyra soloalbum till och jobbat med artister som Inspectah Deck, Method Man, Ghostface Killah, Masta Killa, D-Block, Redman, Papoose, Slum Village, RZA, GZA och många fler.

## Diskografi
- 1998 – Soul Survivor
- 2001 – PeteStrumentals
- 2003 – Lost & Found: Hip Hop Underground Soul Classics
- 2004 – Soul Survivor II
- 2005 – The Surviving Elements: From Soul Survivor II Sessions
- 2008 – NY's Finest

### Samarbeten
- 1996 – Center of Attention (med InI)
- 2004 – My Own Worst Enemy (med Edo G)

### Samlingsalbum
- 1998 – Pete's Treats
- 1998 – Diggin' On Blue
- 2006 – Underground Classics
- 2009 – Jay Stay Paid

### Singlar
- 1992: "They Reminisce Over You (T.R.O.Y.)" (Pete Rock & CL Smooth)
- 1993: "Letterman" (K-Solo)
- 1994: "The World Is Yours" (Nas)
- 1994: "I Got a Love" (Pete Rock & CL Smooth)
- 1995: "Fakin' Jax" (INI)
- 1998: "Tru Master" (Pete Rock Feat. Inspectah Deck & Kurupt)
- 1999: "Take Your Time" (Pete Rock Feat. Carl Mcintosh & Jane Eugene)
- 2006: "Be Easy" Ghostface Killah
- 2008: "Gangster, Gangster" (Styles P Feat. Sheek Louch & Jadakiss)
- 2009: "A Yo" (Method Man & Redman)